# Shuttle Inc.

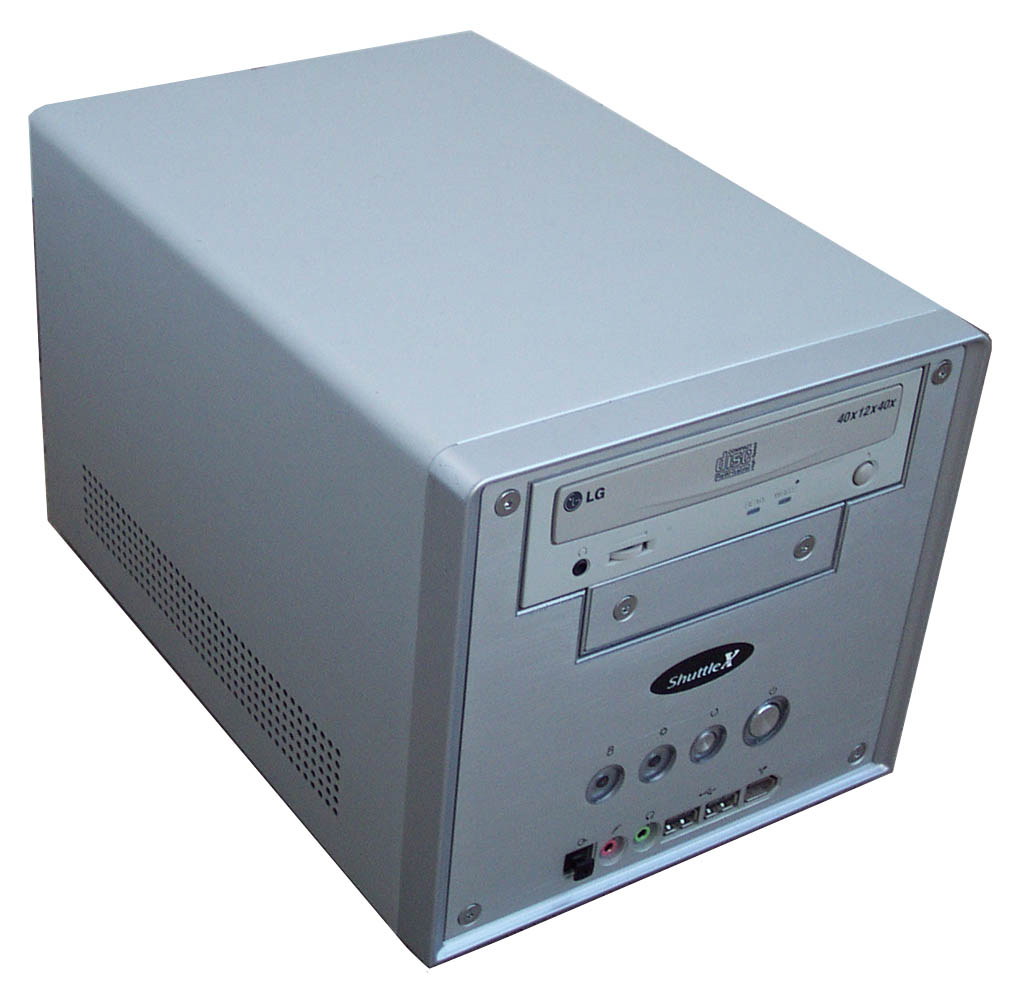
Shuttle PC

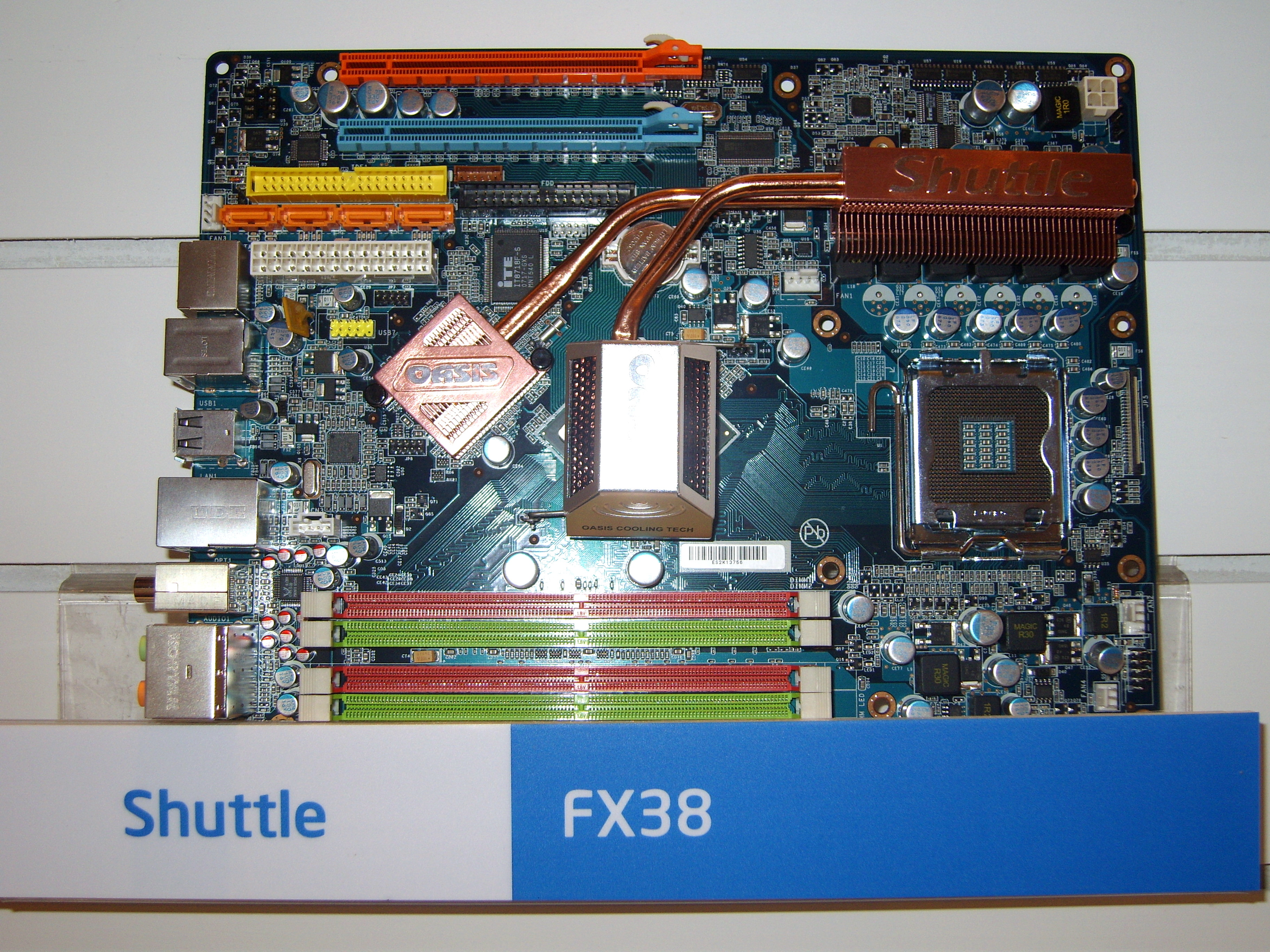
Shuttle PC-Motherboard im BTX-Format

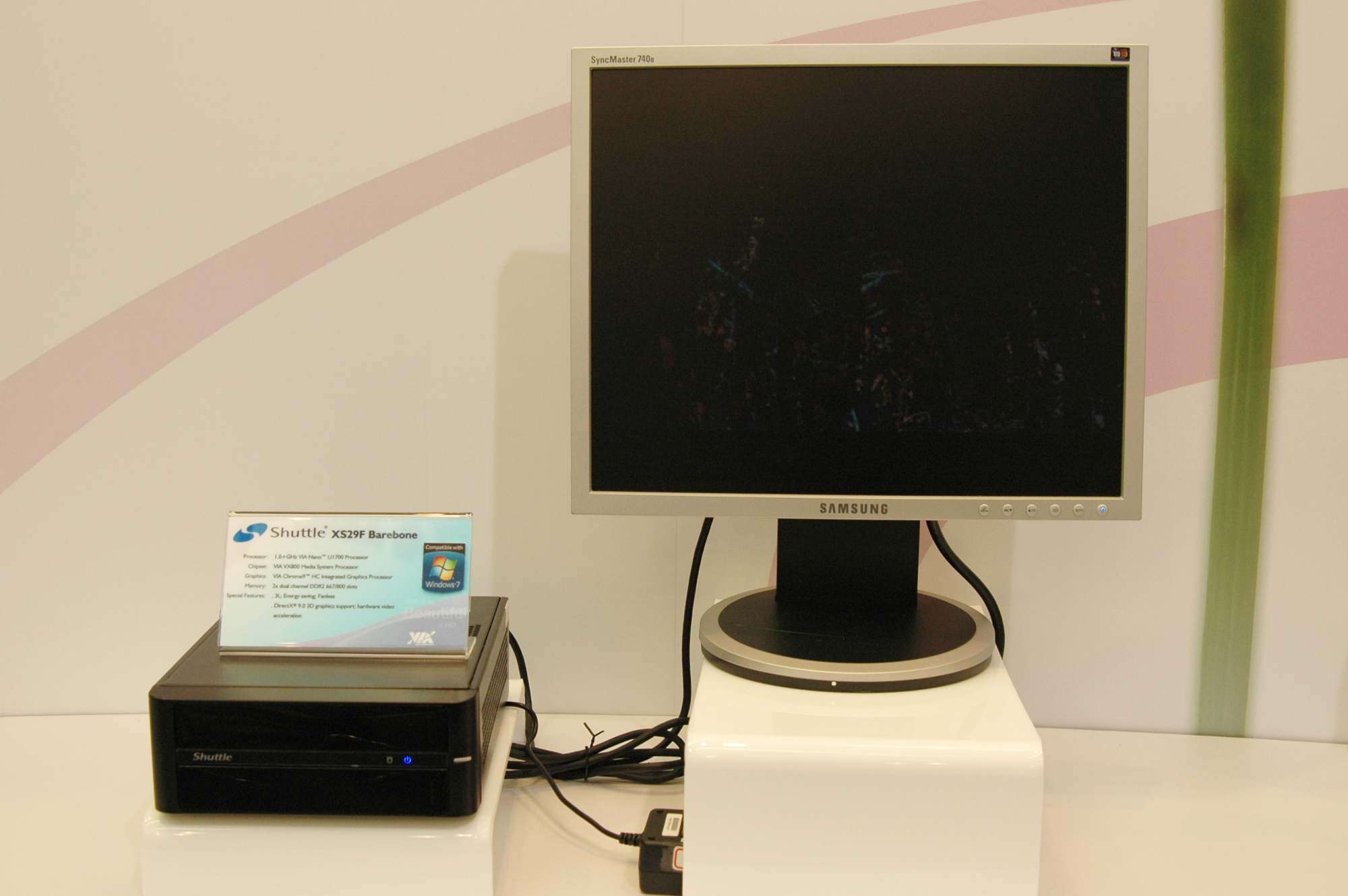
Shuttle XS29F Barebone mit VIA-Nano-Prozessor

Shuttle Inc. ist ein 1983 in Taiwan gegründetes Unternehmen, das Hauptplatinen und Design-Barebone-PCs (XPCs) im Small-Form-Factor-Format herstellt. Seit 1998 ist Shuttle Inc. eine börsennotierte Aktiengesellschaft.
Der Hersteller unterteilt seine Produkte in die Kategorien Slim PC (gehört zur Geräteklasse der Nettops), Mini PC (der eigentliche XPC) und All-in-One PC. Für jede der Kategorien ist (meist proprietäres) Zubehör (z. B. Monitorhalterungen) erhältlich.
Ein XPC ist ein kompakter PC, der seines Formates wegen oft auf dem Schreibtisch oder im Wohnzimmerregal aufgestellt werden kann. Die Kompaktheit der Geräte geht allerdings zu Lasten der Erweiterungsfähigkeit. XPCs bieten zum Beispiel selten mehr als einen PCI-Express-Steckplatz (×16) für Grafikkarten und/oder PCI- bzw. PCI-Express-(×1/×4)-Steckplatz für Erweiterungen. Weiterhin müssen wärmeintensive Komponenten, insbesondere der Prozessor, mittels einer Heatpipe gekühlt werden.
Shuttle bietet seine Produkte als Barebones und Komplettsysteme an. Barebones sind halbfertige PCs, die aus Hauptplatine, Netzteil, Kühlung und Gehäuse bestehen; weitere Komponenten wie Prozessor, Arbeitsspeicher, Festplatte und (modellabhängig) Grafikkarte können je nach Wunsch gekauft werden.
Im Jahr 2012 erweiterte der taiwanische Hersteller sein Programm um Netzwerkspeicher (Network Attached Storage).

## Shuttle-Niederlassungen
- Taipeh, Republik China auf Taiwan (Unternehmenssitz)
- Tokio, Japan
- City of Industry, CA, USA (Nordamerikazentrale)
- Elmshorn, Deutschland (Europazentrale)

## Geschichte
- 1983: Gründung der Shuttle Inc. unter dem damaligen Namen Holco, Taiwan
- 1989: Gründung der Shuttle-Computer-Gruppe, USA
- 1990: Gründung der Shuttle Computer Handels GmbH in Hamburg, Deutschland
- 1994: Umzug der Shuttle Computer Handels GmbH nach Elmshorn (Schleswig-Holstein)
- 1998: Shuttle wird erstmals an der Taiwan Stock Exchange gelistet
- 2001: Shuttle präsentiert seinen ersten Shuttle XPC
- 2002: Gründung der Shuttle-Niederlassung Japan
Der XPC-Verkauf steigt auf über 250.000 Stück an
- 2003: Shuttle verkauft 530.000 XPCs
- 2004: Shuttle nimmt Monitore in das Angebot auf
Shuttle stellt XPC Systems vor
Jahresverkauf von XPCs steigt auf über 600.000 Stück
- 2005: Verkaufsstart des SB86i, einer der seltenen Mini-PC-Barebones auf BTX-Basis
 Präsentation des weltweit ersten SLI-fähigen Mini-PCs SN26P
Shuttle stellt mit dem M1000 seinen ersten Media-Center-PC im Hifi-Format vor
- 2006: Europäische Niederlassung fertigt Komplettsysteme auf BTO-Basis
Shuttle veröffentlicht XPC mini X100, Shuttles bisher kleinsten Mini-PC auf Basis des mobilen Zweikernprozessors Intel Core Duo
Start der Shuttle-T-Serie; Barebones und Komplettsysteme mit zwei externen 5 1⁄4-Zoll-Einschüben
- 2007: Shuttle stellt mit dem SG33G5 das erste Barebone mit HDMI-Anschluss vor
- 2008: Shuttle zeigt Barebones mit Intel X48 (erstmals DDR3) und das erste Low-Cost-Barebone K45; Barebones mit Touchscreen (D10)
- 2009: Shuttle stellt seinen ersten All-in-One-PC vor (lüfterlos)
Shuttle startet Entwicklung und Fertigung von OEM-Notebooks
Shuttle nutzt neue Fertigungsstätten in China
- 2010: Shuttle stellt seinen ersten 1-Liter-PC vor (lüfterlos)[2]
- 2012: Shuttle erweitert All-in-One-PC-Produktprogramm um 18,5-Zoll-Modell